# خوليو يورياس
خوليو سيزار يورياس أكوستا ولد في 12 اوت 1996 هو لاعب بيسبول مكسيكي سابق يلعب في فريق لوس انجلوس دودجرز . وقع عليه فريق ذو دودقيرز في عام 2012، وظهر لأول مرة في م ل ب في عام 2016. قاد ايريياس الدوري الوطني في الانتصارات في عام 2021 وحصل على متوسط التشغيل في عام 2022. تم تعيينه في فريق ب ل م الثاني في عامي 2021 و 2022.